# Gmina Mońki
Die Gmina Mońki ist eine Stadt-und-Land-Gemeinde im Powiat Moniecki der Woiwodschaft Podlachien in Polen. Sitz des Powiats und der Gemeinde ist die gleichnamige Stadt mit etwa 10.000 Einwohnern.

## Geographie
Die Gemeinde liegt im Osten Polens etwa 30 Kilometer nordwestlich von Białystok entfernt.

## Gliederung
Neben der namensgebenden Stadt umfasst die Stadt-und-Land-Gemeinde 41 Dörfer mit einem Schulzenamt (sołectwo):
Boguszewo, Ciesze, Czekołdy, Dudki, Dudki-Kolonia, Dzieżki, Dziękonie, Hornostaje, Hornostaje-Osada, Jaski, Kiślak, Koleśniki, Kołodzież, Konopczyn, Kosiorki, Kropiwnica, Krzeczkowo, Kuczyn, Kulesze, Lewonie, Łupichy, Magnusze, Masie, Mejły, Moniuszeczki, Oliszki, Ołdaki, Potoczyzna, Przytulanka, Pyzy, Rybaki, Sikory, Sobieski, Świerzbienie, Waśki, Wojszki, Zalesie, Zblutowo, Znoski, Zyburty und Żodzie.
Weitere Ortschaften sind: Ginie und Rusaki.